# フィンスイミング
フィンスイミング（英語:fin swimming）とはフィンと呼ばれる足ひれを装着して行なう水泳競技をいう。広義にはフィンを用いる水中スポーツの総称としても用いられる。腕を頭上で組むストリームライン（流線型）の姿勢をとり、全身を波（ウェーブ）のようにうねらせて進むウェービングと呼ばれる泳法を基本とする。ワールドゲームズの正式種目の1つである。

## 用具・服装

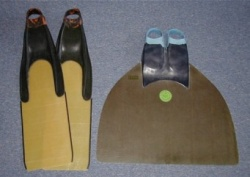
フィン（左がビーフィン、右がモノフィン）

フィンスイミングで用いるフィンには、1枚のフィンに両足をそろえて装着するモノフィンとそれぞれの足にフィンを装着する2枚のビーフィンとがある。
- フィン
- 水着もしくはウェットスーツ
- スノーケル - 長さ48cm、直径23mm 以内
- ゴーグル
- マスク
- 靴下 - フィンずれ（フィンによる靴ずれ）を防止するため

## 競技施設
プール（50m・25m）もしくはオープンウォーター（海・湖・川）などで競技する。

## 競技種目

### サーフィス
水面泳。サーフィスとは英語の「表面（surface）」の意。スタートとターンの際を除いて、シュノーケルを含む体の一部が水面から出ていなければならない。シュノーケルなしでも競泳のように水面で息継ぎをして競技することができる。国際大会では、個人種目として50m・100m・200m・400m・800m・1500mがあり、4人で1チームとする団体競技では各選手が100mもしくは200mずつ泳ぐリレー種目もある。

### アプニア
息止泳。アプニアとは英語の「無呼吸（apnea）」の意。無呼吸で水中を泳ぐもので、顔は水面に必ずつけて競技しなければならない。国際大会の種目は50mのみ。

### イマージョン
水中泳。イマージョンとは英語の「浸入、沈入（immersion）」の意。スクーバダイビング用のタンク（ボンベ）を手に泳ぐ。国際大会では個人種目として100m・400m・800mがある。アプニア同様、顔を水面から出してはならない。

### ビーフィン
ビーフィンを用いた種目。競技としてのフィンスイミングではより高速に泳ぐことができるモノフィンが主流であるが、初心者により親しみやすいことから、競技普及を目的に日本国内ではサーフィスとは独立してビーフィンの競技が行なわれてきた。2007年より世界選手権などの国際大会でも独立した競技種目として採用された。国際大会では個人種目で50m・100m・200mがある。

### ロングディスタンス（オープンウォーター）
国際大会では個人種目で6km（シニアのみ）、団体種目で4人1チームで各選手が3kmずつ泳ぐリレーがある。オープンウォーターで行なわれる。

## おもな競技会とその活躍選手
年齢別クラス区分はシニア（18歳以上）、ジュニア（18歳未満）、マスターズ（50歳以上）の3つがある。
世界水中連盟（CMAS）による、プール種目の世界選手権大会が偶数年に、オープンウォーター種目の世界選手権（ロングディスタンス世界選手権と言われる）が奇数年に、そして、大陸別選手権がその逆年で開催されるほか、ワールドカップもある。しかし、世界選手権の開催は近年変則的となり、2005年の世界選手権（イタリア・トリノ）ではプール種目とオープンウォーター種目が同時に行われた。2007年には「水中スポーツのオリンピック」とも称されるCMASワールドゲームズの第1回大会がイタリア、バーリで開催された。これはフィンスイミング（プール（ビーフィンを含む）およびオープンウォーター）、水中ラグビー、水中オリエンテーリング、そしてアプネアなど、CMASの水中スポーツ部門に属する競技が、一大会で実施される競技会である。また、国際ワールドゲームズ協会主催のワールドゲームズにも第1回より採用されている（ワールドゲームズフィンスイミング競技）。
選手層を世界記録に見ると、2005年以前は、男子はロシア、女子は中国の活躍が主であった。しかし、2005年以降は、男子においてイタリアやウクライナ、女子においてロシアの活躍も目立っている。世界的な強豪国としては、ロシア、中国、イタリア、ドイツ、フランス、ウクライナ、韓国そしてギリシアなどが挙げられる。過去に世界的に活躍していた日本選手としては、酒井秀彰（2008年ワールドカップモスクワ大会3位など）、坂本弥生（2001年ワールドゲームズ大会5位など）、そして堀内直（日本人として初の世界選手権決勝出場、2000年世界選手権8位など）などが挙げられる。
日本においては、日本水中スポーツ連盟が主催する最も権威ある大会として、日本選手権（プール種目）が1989年より行なわれている（その他、短水路日本選手権、地方大会（千葉、横浜、東海など）、そして、日本学生選手権なども開催されている）。日本選手権大会では、2007年度から現在まで、Delfinoが総合優勝を果たしている。また、2014年12月現在、プール種目の日本記録保持者（リレーを除く）は、酒井秀彰、長谷川雄太、関野義秀、柿添武文、細田貴史、篠田昌裕、鎌田香織、立元瑞季、山岡明奈など。。
日本国内におけるオープンウォーター種目は、2005年度より、日本最大級のオープンウォーターイベントである、湘南オープンウォータースイミングに組み込まれ、2.5kmの距離で、モノフィンの部およびビーフィンの部が開催されている。2013年8月現在におけるオープンウォーター種目の活躍選手は、柿添武文など。
また、上述のように2007年より世界選手権などの国際大会でも独立した競技種目として採用されたビーフィン種目における、日本記録保持者（2014年12月現在）は、平拓也、吉田麻紀、山階早姫、加藤恵理子。
2015年6月6日にイタリア・ラヴェンナで開催された『フィンスイミングワールドカップマスターズ2015』、 4X100mサーフィスにおいて、堀本晋哉、金子祐介、高阪将人、春日俊彰が３位を獲得した。

## 注
1. ↑  坂本弥生. “フィンをつけたスイマーたち Vol. 23 第1回CMAS WORLD GAMESレポート”. スイミングストリート.   日本水中スポーツ連盟. 2008年9月28日閲覧。
2. ↑  フィンスイミングチーム デルフィーノ
3. ↑  日本水中スポーツ連盟. “世界記録・日本記録”. 2008年9月28日閲覧。
4. ↑  湘南オープンウォータースイミング（笹川スポーツ財団）
5. ↑  坂本弥生. “フィンをつけたスイマーたち Vol. 35 湘南オープンウォーター フィンスイミング編”. スイミングストリート.   日本水中スポーツ連盟. 2008年9月28日閲覧。
6. ↑  日本水中スポーツ連盟. "世界記録・日本記録", 前掲.
7. ↑  Finswimming Master World Cup
8. ↑  オードリー春日、アンカーで失態も世界大会でメダル獲っトゥース！